# Abdel Lamanje
Abdel Lamanje (Douala, 27 luglio 1990) è un ex calciatore francese con cittadinanza camerunese, di ruolo difensore.